# Püttlingen
Püttlingen è una città tedesca di 18 269 abitanti, situata nel land della Saarland.